# Пату-Бранку (микрорегион)

Пату-Бранку на карте.

Пату-Бранку (порт. Microrregião de Pato Branco) — микрорегион в Бразилии. входит в штат Парана. Составная часть мезорегиона Юго-запад штата Парана. Население составляет 159 424 человека (на 2010 год). Площадь — 3882,627 км². Плотность населения — 41,06 чел./км².

## Демография
Согласно сведениям, собранным в ходе переписи 2010 г. Национальным институтом географии и статистики (IBGE), население микрорегиона составляет:						
| Полное население                             | Полное население                             | Полное население                             | Полное население                             | 159 424 |
| -------------------------------------------- | -------------------------------------------- | -------------------------------------------- | -------------------------------------------- | ------- |
| в том числе:                                 | Городское население                          | 123 697                                      | Процент городского населения, %              | 77,59   |
|                                              | Сельское население                           | 35 727                                       | Процент сельского населения, %               | 22,41   |
|                                              | Мужское население                            | 78 116                                       | Процент мужского населения, %                | 49,00   |
|                                              | Женское население                            | 81 308                                       | Процент женского населения, %                | 51,00   |
| Плотность населения, чел/км²                 | Плотность населения, чел/км²                 | Плотность населения, чел/км²                 | Плотность населения, чел/км²                 | 41,06   |
| Население микрорегиона в % к населению штата | Население микрорегиона в % к населению штата | Население микрорегиона в % к населению штата | Население микрорегиона в % к населению штата | 1,53    |

## Статистика
- Валовой внутренний продукт на 2003 год составляет 1 434 278 303,00 реалов (данные: Бразильский институт географии и статистики).
- Валовой внутренний продукт на душу населения на 2003 год составляет 9362,87 реалов (данные: Бразильский институт географии и статистики).
- Индекс развития человеческого потенциала на 2000 год составляет 0,810 (данные: Программа развития ООН).

## Состав микрорегиона
В составе микрорегиона включены следующие муниципалитеты:
1. Бон-Сусесу-ду-Сул;
2. Шопинзинью;
3. Коронел-Вивида;
4. Итапежара-д’Уэсти;
5. Мариополис;
6. Пату-Бранку;
7. Саудади-ду-Игуасу;
8. Сулина;
9. Сан-Жуан;
10. Виторину.